# José Luis Álvarez Núñez
José Luis Álvarez Núñez (La Serena, Chile, 8 de diciembre de 1960) es un exfutbolista chileno. Jugó de delantero, normalmente al centro, destacando desde muy joven como un jugador hábil y goleador. Por su tez morena se ganó el apodo de Pelé.

## Trayectoria
Su primer club fue Deportes La Serena debutando profesionalmente en 1979, posterior a su segundo año en el equipo serenense.
En 1981 fue contratado por Colo-Colo, club en el cual se desempeñó hasta el año 1983, teniendo mayor actuación los dos primeros años, época en que el club albo tenía ocho jugadores seleccionados producto de la preparación para el mundial de España 1982.
Durante 1983 jugó en O’Higgins de Rancagua en calidad de préstamo,  luego en 1985 y 1986 en Unión La Calera. Terminada la Copa Chile 1986, jugó el torneo oficial por Magallanes.
Volvió a su club de origen Deportes La Serena en 1987. Durante 1988 partió a Deportes Arica. A su salida del equipo ariqueño viajó a jugar en clubes de los vecinos países de Perú y Bolivia.
En 1992 disputa la Tercera División con el club Municipal Talagante.
En la primera década del 2000, cumplió labores en el área seguridad de Colo-Colo. Continúa participando esporádicamente en el Colo-Colo de todos los tiempos.
El año 2022 se desempeñaba como director técnico del Club deportivo el “El Molino” de la comuna de Coltauco, destacado equipo del fútbol amateur de la sexta región.
Logro el campeonato local , con el molino , y en primera serie tubo unas de las mejores campañas , empatando 3 partidos , perdiendo 2 y ganando 11 ,  posteriormente , tras campeonar , se formó un motin A cargo del capitán del equipo y se sellaron las partes . Dando la salida del equipo.
En el año 2023, fue presentado como flamante director técnico del conjunto más laureado de la comuna de coltauco, que actualmente paso apor un mal momento  el club deportivo Las Acacias, conocido como los intocables , es uno de los clubes que se caracteriza por jugar con pura gente de casa.

## Selección nacional
Fue internacional con la Selección de fútbol de Chile el año 1981, previo al mundial de España 1982. Sólo jugó un partido amistoso.

#### Partidos internacionales
| 1     | 29 de abril de 1981 | Estadio Nacional, Santiago, Chile | Chile      | 1-2 | Uruguay |   |  | Luis Santibáñez | Copa Juan Pinto Durán 1981 |
| Total | Total               | Total                             | Presencias | 1   | Goles   | 0 |  |                 |                            |

| Selección chilena | Selección chilena | Selección chilena |
| Año               | Partidos          | Goles             |
| ----------------- | ----------------- | ----------------- |
| 1981              | 1                 | 0                 |
| Total             | 1                 | 0                 |

## Estadísticas

### Clubes
| Club                | País    | Año       |
| ------------------- | ------- | --------- |
| Deportes La Serena  | Chile   | 1979-1980 |
| Colo-Colo           | Chile   | 1981-1983 |
| O'Higgins           | Chile   | 1984      |
| Unión La Calera     | Chile   | 1985-1986 |
| Magallanes          | Chile   | 1986      |
| Deportes La Serena  | Chile   | 1987      |
| Deportes Arica      | Chile   | 1988      |
| Cobreandino         | Chile   | 1989      |
| Jorge Wilstermann   | Bolivia | 1990      |
| Deportes Melipilla  | Chile   | 1991      |
| Municipal Talagante | Chile   | 1992      |

1. ↑  En 1986 en Unión La Calera, sólo jugó en el torneo Copa Chile

## Palmarés

### Campeonatos nacionales
| Título             | Club       | País   | Año  |
| ------------------ | ---------- | ------ | ---- |
| Copa Chile         | Colo-Colo  | Chile  | 1981 |
| Primera División   | Colo-Colo  | Chile  | 1981 |
| Copa Chile         | Colo-Colo  | Chile  | 1982 |
| Primera División   | Colo-Colo  | Chile  | 1983 |
| Campeonato Carioca | Fluminense | Brasil | 1984 |